# اريك إي. فورد
اريك إي. فورد (بالإنجليزية: Eric Ford)‏ هو لاعب اتحاد الرغبي أسترالي، ولد في 21 يوليو 1904 في لاونسستون في أستراليا، وتوفي في 1986.